# Cyanopepla pretiosa
Cyanopepla pretiosa là một loài bướm đêm thuộc phân họ Arctiinae, họ Erebidae.